# 龙池街道 (南京市)
龙池街道，是中华人民共和国江苏省南京市六合区下辖的一个乡镇级行政单位。

## 行政区划
龙池街道下辖以下地区：
新集社区、龙池社区、毛许社区、七里桥社区、蒋湾社区、沿河社区村、四柳社区村、张营社区村、风雷社区村、槽坊社区村、李姚社区村、头桥社区村、三汊湾村、路呙村、刘林社区村、白酒村和朱营社区村。